# Arhytis siamensis
Arhytis siamensis är en stekelart som beskrevs av Gupta 1983. Arhytis siamensis ingår i släktet Arhytis och familjen brokparasitsteklar. Inga underarter finns listade.